# František Antonín Rössler
František Antonín Rössler, nebo jen Antonín Rössler, německy též Anton Rößler známější pod italsky znějícím pseudonymem Francesco Antonio Rosetti, či Antonio Rosetti, (křtěn 26. října 1746 Mimoň – 30. června 1792 Ludwigslust) byl český kontrabasista, dirigent a hudební skladatel německé národnosti.
V pozdějších letech je také možná záměna s jinými hudebníky podobného jména, zejména s milánským skladatelem Antoniem Rossettim.

## Život
Podle některých pramenů se měl narodit roku 1750 v Litoměřicích.
V sedmi letech byl dán do kněžského semináře v Praze, kde získal (pravděpodobně u jezuitů) hudební vzdělání. V roce 1765 byl vysvěcen na kněze. Hodlal se však zcela věnovat hudbě a požádal Vatikán o udělení dispenze. Svolení obdržel a zcela opustil církevní dráhu.
Počátkem 70. let působil jako hudebník v ruském orlovském pluku hraběte Alexeje Grigorjeviče Orlova (1737–1808). Asi v září 1773 byl Rössler přijat do služeb bavorského hraběte (a od března 1774 knížete) Arnošta z Öttingen-Wallersteinu. V této době si také zvolil poitalštěný tvar svého jména: Francesco Antonio Rosetti, používal rovněž zkrácenou formu, Antonio Rosetti, pod níž je ve světě uváděn. V listopadu tohoto roku se poprvé objevil v hraběcích aktech jako příslušník služebnictva a v červenci roku následujícího v hraběcích účtech jako kontrabasista.
Na jaře 1775 strávil tři týdny na dvoře v Ansbachu. 28. ledna 1777 se oženil s Rosinou Neherovou, dcerou hostinského ve Valdštejnu (něm. Wallerstein), se kterou přivedl na svět tři dcery. Již koncem 70. let si získal jako hudebník věhlas i za hranicemi jižního Německa. Od roku 1776 vydávalo nakladatelství Breitkopf & Härtel v Lipsku jeho skladby jako rukopisy. K prvnímu tiskovému vydání jeho tří symfonií došlo v roce 1779 u nakladatele Le Menu et Boyer v Paříži. Od roku 1781 se jeho orchestrální dílo zařadilo na stálý repertoár pařížských Concerts spirituels. Na základě jejich objednávky napsal řadu symfonií. Mnohá jeho díla komponovaná po roce 1780 byla vydána tiskem u renomovaných hudebních nakladatelů (André, Artaria, Bossler, Hummel, Sieber atd.).
V dubnu 1785 se stal kapelníkem knížecího orchestru, který řídil od kontrabasu. Od roku 1786 byly jeho symfonie pravidelně na programu velkých londýnských koncertních sérií (Salomon's Concert, Professional Concert atd.). Přes vnější uznání měl Rössler neustále finanční problémy, a tak v červenci roku 1789 odešel ze služeb knížete z Oettingen-Wallersteinu a ujal se mnohem lépe placeného místa dvorního kapelníka u vévody Bedřicha Františka I. Meklenburského na zámku v Ludwigslustu. Zde byl součástí orchestru i výkonný pěvecký sbor, pro který Rössler vytvořil celou řadu vokálních skladeb.
V roce 1792 jej následník pruského trůnu princ Fridrich Vilém III. povolal do Berlína, aby v rytířském sále královského zámku provedl své oratorium Jesus in Gethsemane a kantátu Hallelujah.
V témže roce pak v Ludwigslustu 30. června 1792 zemřel na následky dlouhodobých dýchacích potíží.

## Význam
Působil v období vrcholného hudebního klasicismu. Byl faktickým současníkem Wolfganga Amadea Mozarta (datum jejich narození i úmrtí se liší jen o několik měsíců). Napsal celou řadu kantát a dodnes velmi ceněných skladeb pro komorní orchestr, v nichž dominovaly různé dechové nástroje, z nich pak zejména skladby pro lesní roh, fagot a příčnou flétnu. Předpokládá se, že právě jeho koncerty pro lesní roh posloužily jako vzor Mozartovi pro jeho 4 hornové koncerty.
Velký úspěch mělo zejména jeho Requiem in Es komponované u příležitosti úmrtí manželky knížete z Öttingen-Wallersteinu, princezny Marie Terezie (rozené kněžny Thurn-Taxisové) 9. března 1776. 14. prosince 1791 bylo uvedeno v pražském chrámu svatého Mikuláše při zádušní mši za Wolfganga Amadea Mozarta.
V 18. století patřil mezi nejhranější skladatele vůbec. Jeho hudba se jedním dechem hrála spolu s tvorbou Wolfganga Amadea Mozarta a Josepha Haydna. V 19. století pak upadl v částečné zapomnění. Teprve v nedávné době se jeho jméno začalo vracet do povědomí širší veřejnosti.

## Dílo
Vzhledem k tomu, že používal svůj pseudonym v různých pravopisných tvarech, je sestavení souborného katalogu díla obtížný úkol. Navíc docházelo i k záměně s jiným italským skladatelem Antoniem Rossettim. Proto se údaje v literatuře v podrobnostech liší. Úkolem sestavení kritického soupisu Rosettiho děl se ujal profesor historie hudby z West Chester University v Pensylvánii Sterlig. E. Murray. Jeho katalog začíná mít význam obdobný Köchelově seznamu pro dílo W. A. Mozarta.
Celkem zkomponoval více než 400 skladeb. Je mezi nimi:
- cca 50 symfonií, z nichž 40 vyšlo již za jeho života tiskem,
- 14 koncertů pro lesní roh a orchestr,
- 6 koncertů pro 2 lesní rohy a orchestr,
- 10 koncertů pro fagot a orchestr,
- cca 37 dalších koncertů pro klavír, housle, violu, flétnu, hoboj a klarinet
- četné kantáty a oratoria,
- značné množství drobnějších příležitostných skladeb.